# Tolmerus unicus
Tolmerus unicus là một loài ruồi trong họ Asilidae. Tolmerus unicus được Becker miêu tả năm 1910.